# 鹿角市立花輪中学校
鹿角市立花輪中学校（かづのしりつ はなわちゅうがっこう）は、秋田県鹿角市花輪にある公立中学校。
2020年に鹿角市立花輪第一中学校 と鹿角市立花輪第二中学校が統合され、開校した。

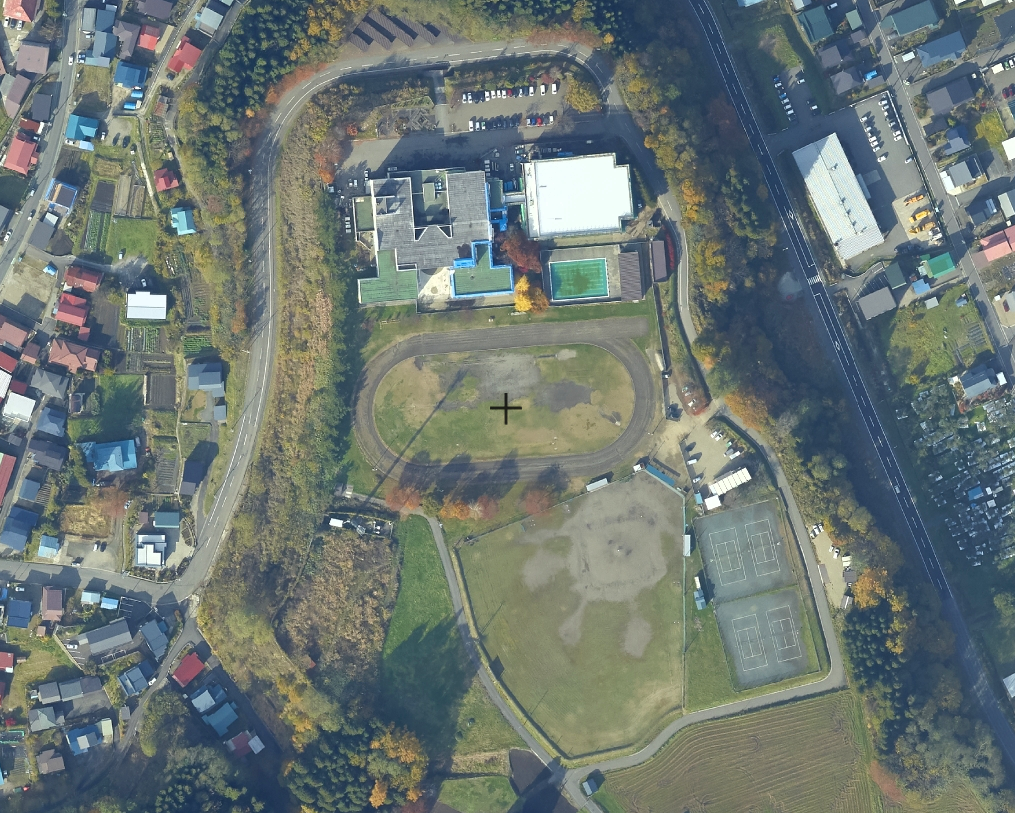
空中写真（花輪第一中学校時代）

## 沿革
- 2020年（令和2年）
  - 4月1日 - 開校[1]。
  - 4月6日 - 最初の始業式挙行。
  - 4月7日 - 第1回入学式挙行。最初の新入生は115名。この新入生を含め、全校生徒336名でスタートを切った。
  - 5月1日 - 鹿角市より新校旗が授与される。
  - 6月1日 - ホームページ開設。

## 校訓
- 自琢

## 教育目標
- 自ら学び続け、共に未来を拓く生徒を育むこ* 自ら考え、判断する[2]

## アクセス
- 鹿角市営バス
  - 路線番号1「花輪市街地循環線・たんぽこまち号」で、「花輪中学校入口」バス停下車後、徒歩約560m・約9分。
  - 路線番号18「東山環状線」、「花輪中前」バス停下車後、徒歩約560m・約9分。
    - 「花輪中学校入口」バス停と「花輪中前」バス停は、同一箇所にある。また、ページトップの画像にある通り、本校は小高い丘の上にあるため、バス停まで、直線距離では約170mと近いが、道路の関係で3倍以上の距離がある。
- JR花輪線鹿角花輪駅から、
  - 路線番号1「花輪市街地循環線・たんぽこまち号」で14分。
  - 路線番号18「東山環状線」で25分。なお、「東山環状線」は片方向運行のため、鹿角花輪駅前までは、5分。